# Wielkopolski

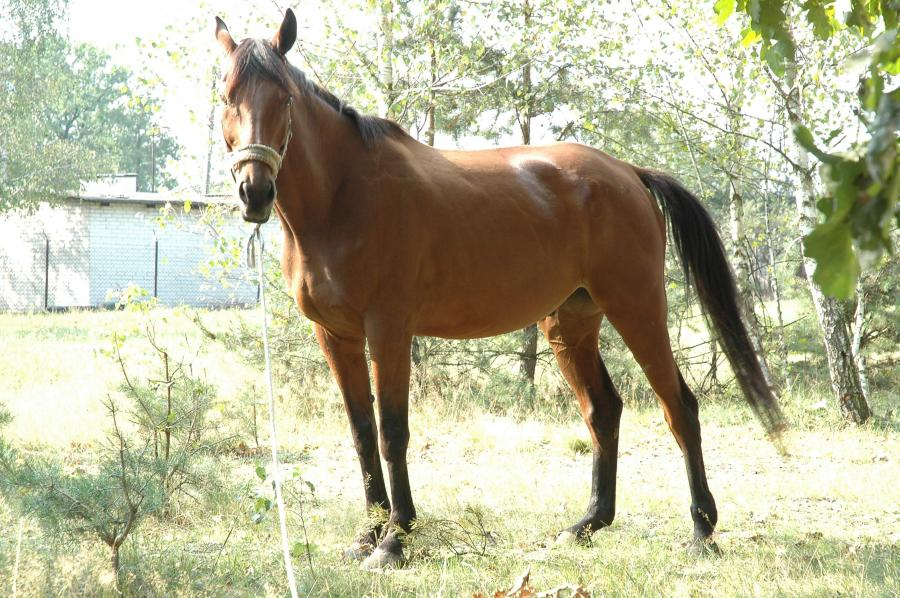
Im Reitpferdetyp stehender Wielkopolsky

Der Wielkopolski oder Polnisches Warmblut ist eine der bedeutendsten Warmblut-Pferderassen in Polen. Er ist ein naher Verwandter der Trakehner und wird häufig als polnisches Pendant zum Anglo-Araber betrachtet. Ein Wielkopolski ist ein Warmblüter mit sehr guten Anlagen zum Vielseitigkeitsreiten.
Hintergrundinformationen zur Pferdebewertung und -zucht finden sich unter: Exterieur, Interieur und Pferdezucht.

## Exterieur
Vom Erscheinungsbild steht der Wielkopolski im Typ eines noblen Sportpferdes auf Halbblutbasis. Der trockene Kopf drückt seinen Adel aus und sitzt auf einem langen und dabei korrekt und gut aufgesetzten Hals. Die Schulter ist gut gelagert, hinreichend lang und der Widerrist ausreichend ausgeprägt für ein Tier mit guten Reitpferdepoints. Der mäßig breite Rumpf ist kompakt und tief, die Hinterhand gut bemuskelt. Die ebenfalls gut bemuskelte Kruppe ist schräg, das Fundament bei mittlerer Stärke dennoch gut, bei trockenen Gelenken und Sehnen, sowie langen Fesseln mit wenig Behang. Das Langhaar ist fein.
Daneben gibt es auch einen schwereren Typ der Rasse, der auf dem Posener basiert und ein schweres Warmblut ist.

## Interieur
Die Mechanik ist gemäß dem Anspruch an ein Sportpferd gut ausgeprägt mit ausdauerndem Galoppiervermögen und einer Veranlagung zum Springen. Selbst in der Dressur wurden sie, wenn auch nicht viel, erfolgreich eingesetzt.

## Zuchtgeschichte
Die Pferdezuchttradition in Polen ist der in Ungarn gleichzusetzen und ist damit historisch führend in Europa. Die Rasse des Wielkopolski ist vergleichsweise jung, basiert jedoch mit dem Trakehner auf alten Vorfahren.
Nach dem Zweiten Weltkrieg wurde mit den in Polen verbliebenen Restbeständen des Trakehners unter dem Namen Masure eine sorgfältige Zucht betrieben. Parallel hierzu gab es noch eine beliebte Wirtschaftsrasse, den Posener, der auf Basis des Konik mit starker Prägung durch Ostpreußen gezüchtet wurde. Die Pferde aus Posen wurden auf den Gestüten Posadowo, Racot und Gogolewo gezüchtet, die Pferde aus Masuren wurden auf dem Gestüt Liski und auf den Staatsgestüten in Masuren gezüchtet. Um die 1960er Jahre wurden diese beiden Rassen unter dem Namen Großpolnisches Pferd – auf Polnisch Koń wielkopolski – zusammengefasst.
Zur Aufrechterhaltung eines Genpools wurden beide Rassen anfangs in kleinen Populationen weiterhin getrennt gezüchtet, heute gelten sie jedoch als ausgestorben. Sie waren arabisch geprägt, da die Polen den arabischen Typ für ihre leichte Kavallerie bevorzugten.
Die Rasse wird seitdem in dreizehn Staatsgestüten planmäßig gezüchtet und erlangte in kurzer Zeit den Status eines wichtigen Wirtschaftsfaktors. Fünf dieser Gestüte haben sich ausschließlich auf die Zucht von Sportpferden spezialisiert.
Im Laufe des 20. Jahrhunderts wurden der Rasse auch gelegentlich Anglo-Araber und Vollblüter zugeführt. Insgesamt lässt sich der Kon Wielkopolski auf folgende Rassen zurückführen:
- Konik
- Masurenpferd
- Posener
- Trakehner
- Hannoveraner
- Englisches Vollblut
- Arabisches Vollblut

Aufgrund des hohen Vollblutanteils ist der Wielkopolski ein ausgezeichnetes Springpferd mit der Schnelligkeit, dem mentalen Stehvermögen und Mut für den Vielseitigkeitssport. Nach wie vor ist er gut geeignet als leichtes Arbeitspferd.

## Der Name
In der deutschen und polnischen Literatur wird meistens die Bezeichnung Wielkopolski verwendet. Diese Rasse wurde nach der polnischen Woiwodschaft (Region) Wielkopolska benannt, in dem man den Ursprung der Rasse findet.